# Azorubin
Azorubin neboli karmoisin (systematický název 4-hydroxy-2-[(E)-(4-sulfonato-1-naftyl)diazenyl]naftalen-1-sulfonát disodný), při použití jako potravinářská přídatná látka označovaný kódem E 122, je syntetické červené barvivo patřící do skupiny azobarviv.

## Vliv na zdraví
Přijatelný denní příjem (ADI) 0–4 mg/kg byl stanoven v roce 1983 organizací WHO.
U člověka může po požití vyvolat kožní reakce. Je to způsobeno aktivací krevního oběhu, kterou způsobí štěpné produkty azorubinu. Dlouhodobější studie byly provedeny pouze u myší, u kterých byl dokázán výskyt a přežívání nádorů, žádné jiné další účinky.
Studie, zabývající se vlivem azorubinu na reprodukci a plodnost u lidí, nedokázaly žádné negativní účinky. 
Vyvolává alergie, podporuje hyperaktivitu a problémy se soustředěním u dětí (ADHD). Na obale výrobku obsahující azorubin musí být uvedeno:
„Může ovlivnit aktivitu a pozornost dětí.“